# Seznam slovenskih cankaroslovcev
Seznam slovenskih cankaroslovcev.

## A
- Irena Avsenik Nabergoj

## B
- Venceslav Bele (1887-1938)
- France Bernik
- Ivo Brnčić
- Štefka Bulovec

## C
- (Franc Cankar)
- Izidor Cankar

## Č
- Jožica Čeh Steger

## D
- France Dobrovoljc
- Marjan Dolgan

## G
- Tone Glavan?
- Ivan Grafenauer?
- Igor Grdina

## I
- Andrej Inkret

## K
- Dušan Kermavner
- Taras Kermauner
- France Koblar
- Peter Kolšek
- Igor Koršič?
- Janko Kos
- (Erwin Köstler)
- Marijan Košiček
- Ferdo Kozak
- Primož Kozak
- Lojz Kraigher

## L
- Janko Lavrin
- Danilo Lokar

## M
- Joža Mahnič
- Ivan Merhar
- Boris Merhar
- Ace Mermolja
- Vesna Mikolič
- Dušan Moravec
- Jože Munda

## O
- Anton Ocvirk
- Janko Omahen

## P
- Boris Paternu?
- Fran Petre
- Dušan Pirjevec
- Jože Pogačnik
- Denis Poniž
- Francka Premk?

## S
- Anton Slodnjak

## Š
- Albert Širok
- Janko Šlebinger
- Marcel Štefančič

## V
- Josip Vidmar
- Tomo Virk
- France Vodnik
- Božo Vodušek
- Dušan Voglar

## Z
- Franc Zadravec
- Boris Ziherl
- Alojzija Zupan Sosič

## Glej še:
- Ivan Cankar
- seznam slovenskih literarnih zgodovinarjev
- seznam prešernoslovcev